# Zygmunt Kozimor
Zygmunt Kozimor (ur. 12 kwietnia 1955 w Rzeszowie, zm. 4 kwietnia 2022 w Englewood) – polski artysta fotograf, uhonorowany tytułem Artiste FIAP (AFIAP). Członek Photographic Society of America. Członek Rzeszowskiego Stowarzyszenia Fotograficznego.

## Życiorys
Fotografie Zygmunta Kozimora znajdują się w kolekcjach Museum of Computer Art (Nowy Jork) oraz Museum Photography (w Tokio i Osace). Zygmunt Kozimor był autorem i współautorem wielu wystaw fotograficznych; indywidualnych, zbiorowych, poplenerowych, pokonkursowych. Brał aktywny udział w Międzynarodowych Salonach Fotograficznych, organizowanych (m.in.) pod patronatem FIAP, zdobywając wiele akceptacji, medali, nagród, wyróżnień, dyplomów, listów gratulacyjnych. W 2007 roku został przyjęty w poczet członków Fotoklubu Rzeczypospolitej Polskiej Stowarzyszenia Twórców. Decyzją Komisji Kwalifikacji Zawodowych Fotoklubu RP, otrzymał dyplom potwierdzający kwalifikacje do wykonywania zawodu artysty fotografa, fotografika (legitymacja nr 229). W działalności Fotoklubu RP uczestniczył do 2021.
Pokłosiem udziału w Międzynarodowych Salonach Fotograficznych (pod patronatem FIAP) było przyznanie Zygmuntowi Kozimorowi (w 2013 roku) tytułu honorowego Artiste FIAP (AFIAP) – tytułu nadanego przez Międzynarodową Federację Sztuki Fotograficznej FIAP z siedzibą w Luksemburgu.

## Wystawy
- Wystawa zbiorowa, Nowy Jork USA 2002[4]
- Wystawa indywidualna, BWA Rzeszów 2003[23]
- Wystawa pokonkursowa Foto Odlot, Rzeszów 2004[24]
- Wystawa indywidualna, Wojewódzki Dom Kultury Rzeszów 2005
- Wystawa indywidualna, Galeria u Plastyków Rzeszów 2005
- Wystawa zbiorowa – Biennale Sztuki Fotograficznej Aquedukte, Hiszpania 2006[4]
- Wystawa zbiorowa – Krajowe Biennale Fotografii Artystycznej, Żary 2006
- Wystawa indywidualna, BWA Rzeszów 2006
- Wystawa zbiorowa – Międzynarodowy Salon Fotograficzny, Tokyo 2007[4]
- Wystawa zbiorowa, Lublin 2007
- Wystawa zbiorowa – Salon International d'Art Photographique de Tulle, Francja 2007[25]
- Wystawa zbiorowa – International Exibition of Photography Bursa, Turcja 2007[4]
- Wystawa zbiorowa – „Citta di Garbagnate”, Włochy 2007[25]
- Wystawa zbiorowa – „Persona II”, Mielec 2008
- Wystawa pokonkursowa Foto Odlot, Rzeszów 2008[26]

## Nagrody
- Złoty Medal SPS – 6th Sabah International Exhibition Of Photography, Malezja
- Złoty Medal FIAP – 88 Salon International De Otono – Zaragoza, Hiszpania
- Brązowy Medal FIAP – 2nd Inter. Exhibition of Photography, Novi Sad, Serbia
- III Nagroda Specjalna – XIII Międzynarodowy Niekonwencjonalny Konkurs Foto Odlot, Rzeszów, Polska
- II Nagroda Specjalna – XII Międzynarodowy Niekonwencjonalny Konkurs Foto Odlot, Rzeszów, Polska
- II Wyróżnienie Honorowe FIAP – XI Międzynarodowy Niekonwencjonalny Konkurs Foto Odlot, Rzeszów, Polska
- I miejsce – „Le plus grand concours photo du monde”, Paryż, Francja
- Wyróżnienie Honorowe FIAP – 5 Tropical Image Intern. Exhibition, Boyton Beach Florida, USA
- Złoty Medal PSA – 5 Tropical Image Intern. Exhibition, Boyton Beach Florida, USA
- Srebrny Medal PSA – 1st Great Lakes Digital Salon, Michigan, USA
- Srebrny Medal PSA – Europicamera Golden Spurs, Belgia
- Wyróżnienie Honorowe FIAP – Europicamera Golden Spurs, Belgia
- Złoty Medal – 67 Internnationa Salon of Photography, Tokyo, Japonia

Źródło